# Surinaamse parlementsverkiezingen 1969
De Surinaamse parlementsverkiezingen in 1969 vonden plaats op 24 oktober. Tijdens de verkiezingen werden de leden van de Staten van Suriname gekozen. De winnaar van deze verkiezingen was het VHP-blok, terwijl de Nationale Partij Suriname (NPS) 6 van de 17 zetels verloor. Jules Sedney trad aan als premier van Suriname.

## Uitslag
| Allianties en partijen | Stemmen | Uitslag in zetels |
| --- | ------- | ----------------- |
| VHP-blok Vooruitstrevende Hervormings Partij (VHP) Actiegroep Sarekat Rakyat Indonesia (SRI)                                                                     | 36.812  | 19                |
| Nationale Partij Suriname (NPS) | 26.416  | 11                |
| PNP-blok Progressieve Nationale Partij (PNP) KTPI (Kerukunan Tulodo Prenatan Inggil) Progressieve Surinaamse Volkspartij (PSV) Progressieve Bosnegerpartij (PBP) | 22.244  | 8                 |
| Partij Nationalistische Republiek (PNR) | 7.377   | 1                 |
| Surinaamse Democratische Partij (SDP) | 1.433   | 0                 |
| HPS | 1.029   | 0                 |
| Totaal |         | 39                |

## Parlementsleden
VHP-blok
- Jagernath Lachmon (kieskring Suriname (district))
- Harry Radhakishun (landelijke lijst)
- Leo Pahladsingh (Aktiegroep, landelijke lijst)
- J. (Balkaran) Dihal (Aktiegroep, landelijke lijst)
- Jnan Hansdev Adhin (landelijke lijst)
- R.P. Bisseswar (landelijke lijst)
- Harry Hirasingh (kieskring Paramaribo)
- Humphrey Nurmohammed (kieskring Paramaribo)
- E.S. Blackman (kieskring Paramaribo)
- Krish Nannan Panday (kieskring Suriname (district))
- Ramdien Sardjoe (kieskring Suriname (district))
- George Hindori (kieskring Suriname (district))
- Toelsie Kanhai (Aktiegroep, kieskring Suriname (district))
- Toyabali Ahmadali (kieskring Commewijne)
- F.R. Karsowidjojo (SRI, kieskring Commewijne)
- J.K. Sariman (SRI, kieskring Saramacca)
- Vishnudath Sietaram (kieskring Saramacca)
- Harry Laighsingh (kieskring Nickerie
- Lachmiepersad Mungra (kieskring Nickerie)

NPS
- Johan Adolf Pengel
- Chris Calor
- Michael Cambridge
- Frank Pinas
- Siverinus Ritfeld
- Achmed Karamat Ali
- Ludwig Herkul
- S.H.R. Vreede
- Olton van Genderen
- John Thijm
- Islam Ramdjan

PNP-blok
- Just Rens (landelijke lijst)
- Frank Essed (kieskring Paramaribo)
- Jules Sedney (kieskring Paramaribo)
- Emile Wijntuin (PSV, kieskring Paramaribo)
- André Kamperveen (landelijke lijst)
- Aksel Quintus Bosz (landelijke lijst)
- Waldi Esajas (kieskring Coronie)
- Paulus Fransman (PBP, kieskring Boven-Marowijne)

PNR
- Eddy Bruma (kieskring Paramaribo)

### Mutaties
- Van het PNP-blok werden Essed, Sedney en Rens minister en konden dus geen Statenlid blijven. Voor hen in de plaats kwamen respectievelijk Hans Prade, Elfriede Alexander-Vanenburg (beide PNP) en Theo Saridjo (KTPI).
- Radhakishun, Ahmadali, Karsowidjojo, Nannan Panday en Adhin (allen VHP-blok) werden minister en voor hen kwamen in de plaats D. Katwaroo, Chandernath Tilakdharie, Soeratno Setroredjo, Rahmat Ali Baksoellah en M. Jangali.
- Pengel gaf zijn zetel op waarna Henck Arron diens plaats innam.
- Na het overlijden van Kanhai werd Sahidi Rasam (VHP/SRI) zijn opvolger.
- Na het overlijden van Ramdjan in 1973 kwam Isabella Richaards in diens plaats in de Staten